# Newton–Cotes-formula
A numerikus analízisben a Newton–Cotes-kvadratúraformulák (amiket Newton–Cotes-szabályoknak is neveznek) olyan képletek csoportja, amelyek numerikus integrálásra (más néven kvadratúrákra) szolgálnak, amik alapjául az integrálni kívánt intervallumot n+1 egyenlő távolságra (lépésközre) osztunk fel. Ezeket a módszereket Isaac Newtonról és Roger Cotesról nevezték el.
A Newton–Cotes-kvadratúraformulák nagyon hatékonyak, ha meghatározottak a függvényértékek az adott ekvidisztáns (egymástól egyenlő távolságra lévő) pontokban. Ha lehetséges más pontokban is meghatározni a függvény értékét, akkor vannak hatékonyabb, célszerűbb módszerek is az integrál kiszámítására, pl.: Gauss-kvadratúra és a Clenshaw–Curtis-kvadratúra.

## Leírás
Feltesszük, hogy az f függvény értékeit ismerjük az egymástól egyenlő távolságra lévő (ekvidisztáns) xi pontokban, ahol i = 0, …, n. A Newton–Cotes-kvadratúraformuláknak két típusát különböztetjük meg: a "nyitott" típus csak a belső alappontokkal ( x1, x2,…,xn-1 ) számol, míg a "zárt" típus az intervallum kezdő- és végpontját is beleveszi (tehát az alappontok: x0, x1, x2,…, xn-1, xn ). Az n-ed fokú Newton–Cotes-formula általános alakja:
{\displaystyle \int _{a}^{b}f(x)\,dx\approx \sum _{i=0}^{n}w_{i}\,f(x_{i})}
ahol xi = h i + x0,
h (más néven lépésköz) egyenlő (xn − x0)/n-nel. wi a súlyokat jelöli.
Ahogy az alábbiakban látható, a súlyozást a Lagrange-alappolinomokból kaptuk. Ez azt jelenti, hogy a súlyok csak az xi -től függnek, és nem az adott f függvény értékétől. Legyen L(x) a Lagrange interpolációs polinom megadott alappontjai (x0, f(x0) ), …, (xn, f(xn) ), akkor
{\displaystyle \int _{a}^{b}f(x)\,dx\approx \int _{a}^{b}L(x)\,dx=\int _{a}^{b}\sum _{i=0}^{n}f(x_{i})\,l_{i}(x)\,dx=\sum _{i=0}^{n}f(x_{i})\underbrace {\int _{a}^{b}l_{i}(x)\,dx} _{w_{i}}.}
A nyitott n-ed fokú Newton–Cotes-formula:
{\displaystyle \int _{a}^{b}f(x)\,dx\approx \sum _{i=1}^{n-1}w_{i}\,f(x_{i})}
A súlyokat hasonlóan kereshetjük meg, mint a zárt képletnél.

## Instabilitás magas alappontszám esetén
A Newton–Cotes-kvadratúraformulákat minden n alappontra el lehet készíteni. Igaz ugyan, hogy a Newton-Cotes szabály alkalmazása magas alappontszám esetén néha a Runge-jelenséget vonhatja maga után, ahol a hibatag exponenciálisan növekszik. Más módszerek, mint a Gauss-kvadratúra és a Clenshaw–Curtis-kvadratúra ahol nem egyenlő a lépésköz (és a pontok az intervallum végpontjaiban torlódnak), sokkal stabilabbak, pontosabbak és elfogadottabbak, mint a Newton–Cotes-módszer. Ha ezeket a módszereket nem tudjuk használni, mert a függvényértékek csak ekvidisztáns (egyenlő lépésközű) pontokban ismertek, akkor a Runge-jelenséget az alábbiakban ismertetett összetett formulával lehet elkerülni.

## Zárt Newton–Cotes-formulák
Ez a táblázat néhány zárt Newton–Cotes-formulát tartalmaz. Az {\displaystyle f_{i}} az {\displaystyle f(x_{i})}. jelölést rövidíti.
| Fok/alappontok száma | Elnevezés                              | Képlet                                                                  | Hibatag                                               |
| -------------------- | -------------------------------------- | ----------------------------------------------------------------------- | ----------------------------------------------------- |
| 1                    | Trapézszabály                          | {\displaystyle {\frac {h}{2}}(f_{0}+f_{1})}                             | {\displaystyle -{\frac {h^{3}}{12}}\,f^{(2)}(\xi )}   |
| 2                    | Simpson-szabály                        | {\displaystyle {\frac {h}{3}}(f_{0}+4f_{1}+f_{2})}                      | {\displaystyle -{\frac {h^{5}}{90}}\,f^{(4)}(\xi )}   |
| 3                    | Simpson 3/8 szabály                    | {\displaystyle {\frac {3h}{8}}(f_{0}+3f_{1}+3f_{2}+f_{3})}              | {\displaystyle -{\frac {3h^{5}}{80}}\,f^{(4)}(\xi )}  |
| 4                    | Boole-szabály, vagy Bode-szabály (sic) | {\displaystyle {\frac {2h}{45}}(7f_{0}+32f_{1}+12f_{2}+32f_{3}+7f_{4})} | {\displaystyle -{\frac {8h^{7}}{945}}\,f^{(6)}(\xi )} |

Boole szabályát egy régebbi sajtóhiba miatt tévesen nevezik Bode szabályának, ami Abramowitz és Stegun egy korai kézikönyvében volt található..
A lépésköz exponenciális növelése a hibatagban, a közelítés hibáját csökkenti. Az f függvény deriváltja a hibatagban megmutatja, hogy melyik polinomot lehet pontosan integrálni (ahol a hibatag egyenlő nullával). Minden második lépésnél a hibatag pontossága kettővel nő. A hibatag (ξ) a és b közé esik.

## Nyitott Newton–Cotes-formulák
Az alábbi táblázat felsorol néhány nyitott Newton-Cotes kvadratúra formulát.
| Fok/alappontok száma | Elnevezés       | Képlet                                                        | Hibatag                                             |
| -------------------- | --------------- | ------------------------------------------------------------- | --------------------------------------------------- |
| 0                    | Téglalapszabály | {\displaystyle 2hf_{1}\,}                                     | {\displaystyle {\frac {h^{3}}{24}}\,f^{(2)}(\xi )}  |
| 1                    |                 | {\displaystyle {\frac {3h}{2}}(f_{1}+f_{2})}                  | {\displaystyle {\frac {h^{3}}{4}}\,f^{(2)}(\xi )}   |
| 2                    |                 | {\displaystyle {\frac {4h}{3}}(2f_{1}-f_{2}+2f_{3})}          | {\displaystyle {\frac {28h^{5}}{90}}f^{(4)}(\xi )}  |
| 3                    |                 | {\displaystyle {\frac {5h}{24}}(11f_{1}+f_{2}+f_{3}+11f_{4})} | {\displaystyle {\frac {95h^{5}}{144}}f^{(4)}(\xi )} |

## Összetett szabályok
Ahhoz, hogy a Newton–Cotes-szabály pontos értéket adjon, a h lépésköznek kicsinek kell lennie, ami azt jelenti, hogy az integrációs intervallumnak {\displaystyle [a,b]} is kicsinek kell lennie, ami az esetek nagy részében nem fordul elő. Éppen ezért, a numerikus integrálást az adott {\displaystyle [a,b]} intervallumon felosztják kisebb részintervallumokra, majd ezeken alkalmazzák a Newton–Cotes-szabályt, végül ezeken a részintervallumokon kapott eredményeket összegzik és kapják a végső eredményt.
Ezt nevezzük összetett szabálynak, lásd Numerikus integrálás.

## Külső hivatkozások
- Newton-Cotes formulas a www.math-linux.com-on
- Newton-Cotes Formulas[halott link]
- Weisstein, Eric W.: Newton-Cotes Formulas (angol nyelven). Wolfram MathWorld
- Module for Newton-Cotes Integration